# Adolf Stockleben (Politiker, 1933)
Adolf Stockleben (* 28. Oktober 1933 in Handorf (Peine); † 1. November 2014) war ein deutscher Politiker der SPD. Er war von 1976 bis 1987 Mitglied des Deutschen Bundestages.

## Leben
Nach dem Besuch der Volksschule begann Stockleben eine Lehre als Landmaschinenschlosser, die er 1951 mit der Gesellenprüfung abschloss. 1948 trat er in die IG Metall ein, für die er sich bis 1952 als Jugendvertreter tätig war. Parallel dazu besuchte er Weiterbildungsmaßnahmen des DGB, der Volkshochschule, der IG Metall und der Heimvolkschule. Ab 1953 arbeitete er als Kranbauschlosser bei der Norddeutschen Maschinen- und Schraubenwerke AG in Peine. 1959 wurde er zunächst Mitglied des Betriebsrates und 1972 schließlich Betriebsratsvorsitzender und Arbeitnehmervertreter im Aufsichtsrat der nunmehrigen Peiner Maschinen- und Schraubenwerke AG sowie der Industrie-AG Peine-Salzgitter.
Stockleben war ab 1962 Mitglied der Vertreterversammlung der Landesversicherungsanstalt Hannover. 1962 wurde er zum Sozialrichter und 1969 zum Landessozialrichter ernannt. Des Weiteren gehörte er ab 1969 dem Verwaltungsrat der Kreissparkasse Peine an.
Stockleben trat 1955 in die SPD ein. Er war Vorsitzender der Jungsozialisten in Peine, Vorsitzender des SPD-Ortsvereins Klein Ilsede und Mitglied im SPD-Unterbezirksvorstand Peine. Innerparteilich engagierte er sich in der Arbeitsgemeinschaft für Arbeit. 1963 wurde er Mitglied des Kreistages im Landkreis Peine. Von 1976 bis 1987 war er Mitglied des Deutschen Bundestages. Dabei wurde er 1976 und 1983 über die SPD-Landesliste Niedersachsen gewählt. 1980 konnte er das Direktmandat im Wahlkreis 40 (Gifhorn) gewinnen. Im Bundestag war er von 1976 bis Mai 1982 und erneut von 1983 bis 1987 Mitglied des Ausschusses für Forschung und Technologie, von September 1977 bis 1980 Mitglied des Ausschusses für innerdeutsche Beziehungen und von Mai 1982 bis 1983 Mitglied des Ausschusses für Arbeit und Sozialordnung.